# Lauro Olmo
Lauro Olmo Gallego (El Barco de Valdeorras, Orense, 9 de noviembre de 1921 - Madrid, 19 de junio de 1994) fue un dramaturgo español. Está considerado «uno de los dramaturgos más representativos del estilo del realismo social durante los años de la dictadura franquista y las primeras décadas de la democracia. También poeta, novelista, y escritor de narraciones breves y cuentos, sufrió los avatares de la emigración de su padre, la II República, la Guerra Civil y los años más duros de la censura de la dictadura franquista».

## Biografía
Hijo de Lauro Olmo Arias (1888-1967) y Carmen Gallego Miranda (1896-1977), nació en El Barco de Valdeorras el 9 de noviembre de 1921. Su padre, de ascendencia gallega, pronto emigró a Buenos Aires, donde falleció. Por su parte, cuando Lauro contaba con ocho años, su madre se instaló junto a sus seis hijos en Madrid, ciudad donde se establecerían definitivamente. 
En 1934, debido a las necesidades familiares, Lauro y varios de sus hermanos ingresaron en un asilo. Sin embargo, tras el estallido de la Guerra Civil, fueron evacuados por el gobierno de la República a un centro de San Juan (Alicante). Finalizada la contienda y de vuelta en Madrid, Lauro completó su formación de manera totalmente autodidacta con múltiples lecturas en la biblioteca del Ateneo de Madrid, dedicándose a diferentes oficios, en especial ejerciendo como mozo y, posteriormente dependiente, de una tienda de pasteles y fiambres, cuyo dueño era primo hermano de su madre, situada junto a la populosa estación de Atocha. En 1943, comenzó el servicio militar obligatorio, pero debido a un accidente que había sufrido a su llegada a Madrid, rompiéndose la nariz, fue operado en el hospital militar Gómez Ulla y, posteriormente, debido a una complicación médica, ingresó en el Sanatorio Militar de Ronda, donde llegó a permanecer casi tres años, divididos en dos etapas, regresando a Madrid definitivamente a finales de 1948.
Gracias a su frecuente asistencia al Ateneo, empezó a conocer a diversas figuras del ámbito literario, dando a conocer en estos pequeños círculos sus primeros escritos. En 1951, Dionisio Gamallo Fierros organizó su primer recital de poemas en el Centro Gallego de Madrid, escribiendo también en estas fechas su primera pieza teatral (El Milagro, representada en una taberna del barrio de Delicias en 1954) y su primer cuento (Cuno). En 1956, ganó el I premio "Leopoldo Alas" con su obra Doce cuentos y uno más (1953), premio creado por Enrique Badosa y Esteban Padrós de Palacios y que incluía la publicación de la obra, tras su pertinente paso por la censura. 
También en el Ateneo conoció a Pilar Enciso, compañera de vida de Lauro Olmo, con quien escribió varias obras de teatro infantiles y dirigió diversos proyectos literarios, contrayendo matrimonio el 29 de octubre de 1954, fruto del cual tuvieron dos hijos: Lauro (1955) y Luis (1958). La familia de Pilar, de sólida raigambre republicana y socialista, sufrió directamente la represión franquista; su madre fue encarcelada, muriendo a consecuencia de ello, su padre fue depurado de su cargo en la Renfe y un tío paterno, José María Enciso, comandante del ejército republicano, fue fusilado en Zaragoza. Asimismo, su tía paterna, Teresa Enciso, contrajo matrimonio con Honorato de Castro, profesor de la universidad de Madrid, estrecho colaborador de Manuel Azaña. 
Por otra parte, cabe destacar que Olmo se identificó con todas las causas progresistas y militó entre los intelectuales durante la Dictadura y los vaivenes partidistas de la Transición política, siendo así conocido no solo por su calidad de dramaturgo, sino también por su ejemplo de ciudadanía activa. Cabe destacar que, a principio de los años 70, protagonizó en primera persona la lucha contra el derribo de las viviendas del Barrio de Pozas. Durante tres años mantuvo una pancarta de protesta en el balcón de su casa, localizada en el número 4 de la desaparecida calle de la Hermosa, hasta que la policía desahució a su familia por la fuerza en 1972. Desahucio que aún retrasó unas horas pintando en la puerta una bandera española que los agentes no se atrevían a golpear. Hasta ese momento, su vivienda se mantuvo como la última en el derribo. El caso Pozas tuvo un fuerte seguimiento en la prensa de la época, conociéndose como la Numancia de las inmobiliarias y el mismo Lauro Olmo como "el escritor sitiado". En su afán de lucha había estado escribiendo coplas, villancicos y poemas de protesta contra el desahucio. Tras el derribo, se realizó la construcción de los grandes almacenes de El Corte Inglés de Argüelles y el entonces Hotel Princesa. Años más tarde, el Tribunal Supremo le daría la razón.

## Trayectoria literaria
En 1962 se estrenó una de sus obras emblemáticas: La camisa, obra que refleja el drama de los condenados a emigrar a otro país para poder subsistir. Con ella obtuvo numerosos premios y gran reconocimiento internacional.En España, la obra se representó el 8 de marzo de 1962 en el Teatro Goya, sito en la calle Monte Oliveti en Puente de Vallecas (Madrid), en función única, de cámara y ensayo, debido a las reticencias mostradas por la censura del régimen. Su éxito obligaría a su reposición comercial a partir del 17 de marzo en el Teatro Lara, donde alcanzaría más de cien representaciones. Su representación fue posible gracias a que había ganado el premio Valle-Inclán en 1961 (convocado por Dido Pequeño Teatro) que conllevaba su representación, aunque tuvo que solicitar la autorización del director general de cinematografía y teatro. Tras su representación, se alzó asimismo con el Premio Nacional de Teatro en 1962. Cabe destacar también la repercusión internacional La camisa, ya que fue traducida y representada en teatros de diversos países: en la República Democrática Alemana (RDA), en el Kleist Theater de Fráncfort (Oder) en 1963, en el llamado Teatro de la Amistad en el Berlín Oriental en 1964 y en Görlitz y Zwickau (Sajonia), en 1965; en Reino Unido por The Bristol Old Vic Theatre School; en Suiza, por la Agrupación de Trabajadores del Centro Cultural Español en 1963; en París por el Teatro Español Universitario (TEU) de San Sebastián, en 1963 y, de nuevo en Francia, en el teatro de Saint-Étienne en 1970. 
Entre sus obras cabe destacar La pechuga de la sardina (1963), El Cuarto Poder (Italia 1969), La Condecoración (Francia 1965), English spoken (1968), Pablo Iglesias (1984), Ayer 27 de Octubre (1957), Golfos de bien (1955), Cuno (1954), Los leones (1954), Asamblea General (1961), Luis Candelas (1987), Desde Abajo (1993) y un largo etc.
Algunas de sus obras han sido representadas por todo el mundo, siendo traducidas y adaptadas a diferentes idiomas. Otras fueron prohibidas en España debido a la confrontación de sus ideas progresistas con el régimen dictatorial de Franco o con los intereses partidistas de la democracia, convirtiéndose en uno de los autores más censurados. A pesar de ello, ha obtenido numerosos premios, entre los que destacan: el Premio Nacional de Teatro, el Premio Leopoldo Alas, el Valle-Inclán, el Premio Larra, el Álvarez Quintero de la Real Academia Española (en dos ocasiones), Premio Mejor Obra extranjera de Buenos Aires, Premio Manuel Espinosa y Cortina de la Real Academia, Premio del Círculo de la Crítica de Uruguay, Finalista del Premio Nadal, el Premio Nacional de Teatro para la Infancia y la Juventud, el Premio Fastenrath de la Real Academia, etc.
Asimismo, Lauro Olmo fue una persona muy activa en el Ateneo de Madrid, siendo vicepresidente de este y donde a su vez dirigió la Cátedra Valle-Inclán, falleciendo en Madrid el 19 de junio de 1994.

## Fondo Lauro Olmo
El Fondo Lauro Olmo, constituido por la obra literaria y documentación recibida y producida por Lauro Olmo y Pilar Enciso, se custodia en el Centro de Documentación de las Artes Escénicas y de la Música (CDAEM).

## Obra

### Textos dramáticos
- El Milagro  (1953)
- El perchero  (1953)
- El rubí del Inspector General (1955)[5]
- La camisa  (1960)
- La pechuga de la sardina  (1962)
- La condecoración  (1963-1964)
- El cuarto poder  (1963-1965)
- La noticia  (1963)
- La niña y el pelele  (1965)
- Ceros a la izquierda  (1965)
- La metamorfosis de un hombre vestido de gris  (1965)
- Nuevo retablo de las maravillas y olé  (1965)
- El mercadillo utópico o de cómo el hombre limpión tiro de la manta  (1965)
- El tonto útil  (1965)
- El cuerpo  (1965)
- Mare Nostrum, S.A.  (1966)
- English spoken  (1967)
- Plaza menor  (1967)
- Cronicón del medioevo o Historia de un pechicidio o La venganza de don Lauro  (1967)
- Spot de identidad o Los maquilladores  (1975)
- Don Especulón  (1979)
- Pablo Iglesias  (1983)
- La jerga nacional  (1986)
- Un cierto sabor a angulas  (1987)
- Sombrerete Jazz  (1987)
- Luis Candelas  (1987)
- Instantáneas de fotomatón  (1991)
- Estampas contemporáneas  (1992)
- Desde abajo  (1992)

### Textos dramáticos escritos en colaboración con Pilar Enciso
- El león engañado  (1954)
- El león enamorado  (1959)
- La maquinita que no sabía pitar  (1960)
- El raterillo  (1960)
- Asamblea general  (1961)

### Textos novelísticos
- Golfos de bien  (1955)
- Doce cuentos y uno más  (1956)
- Ayer, 27 de octubre  (1957)
- El gran sapo  (1958), titulada inicialmente El zócalo negro, premio Elisenda de Moncada 1963, publicada al año siguiente.[5]
- Tituladlo como queráis  (1993)